# Hunesekatte, Chitradurga
Hunesekatte là một làng thuộc tehsil Chitradurga, huyện Chitradurga, bang Karnataka, Ấn Độ.